# Ieva Pope
Ieva Pope (* 8. Januar 1994) ist eine lettische Badmintonspielerin.

## Karriere
Ieva Pope wurde 2010, 2011, 2013, 2014, 2015 und 2018 lettische Meisterin im Damendoppel. 2011, 2021 und 2023 siegte sie dort auch im Dameneinzel. 2012 startete sie bei den Badminton-Europameisterschaften. Im gleichen Jahr gewann sie auch die Riga International 2012.

## Sportliche Erfolge
| Saison | Veranstaltung                   | Disziplin   | Platz | Name                          |
| ------ | ------------------------------- | ----------- | ----- | ----------------------------- |
| 2010   | Lettland: Einzelmeisterschaften | Damendoppel | 1     | Kristīne Šefere / Ieva Pope   |
| 2011   | Lettland: Einzelmeisterschaften | Damendoppel | 1     | Kristīne Šefere / Ieva Pope   |
| 2011   | Lettland: Einzelmeisterschaften | Dameneinzel | 1     | Ieva Pope                     |
| 2013   | Lettland: Einzelmeisterschaften | Damendoppel | 1     | Kristīne Šefere / Ieva Pope   |
| 2014   | Lettland: Einzelmeisterschaften | Damendoppel | 1     | Kristīne Šefere / Ieva Pope   |
| 2015   | Lettland: Einzelmeisterschaften | Damendoppel | 1     | Kristīne Šefere / Ieva Pope   |
| 2018   | Lettland: Einzelmeisterschaften | Damendoppel | 1     | Monika Radovska / Ieva Pope   |
| 2018   | Lettland: Einzelmeisterschaften | Mixed       | 1     | Niks Podosinoviks / Ieva Pope |
| 2021   | Lettland: Einzelmeisterschaften | Dameneinzel | 1     | Ieva Pope                     |
| 2023   | Lettland: Einzelmeisterschaften | Dameneinzel | 1     | Ieva Pope                     |